# Sola (calçat)
La sola és una part del calçat que, en general, està formada per una material més resistent que el calçat en si. Serveix per a protegir la planta del peu i proporcionar tracció i més fricció per a evitar caigudes.
Les soles poden ser de diverses formes segons el tipus de sabata i donen a cadascun unes característiques diferents. Exemples clars d'açò són una sabata de skate, que té més fricció, o bé una sabatilla de ballet, en què la fricció és més suau.
Les soles de les botes militars solen ser ferrades, és a dir, reforçades amb claus.
Segons el material del qual són fetes, les soles es poden classificar en: 
- Soles de PVC. El material està compost, bàsicament, per resina de clorur de polivinil (PVC) i DOP dioctil ftalat. Són soles pesants comparades amb els altres tipus.
- Soles de materials expandits. Estan compostes per PVC o TR i tenen un o diversos components que permeten expandir aquests materials (com l'Spancel o el Celogen) i, d'eixa manera, la sola pesa menys. En alguns casos es disminueix la resistència a l'abrasió mecànica.
- Soles de poliuretà (PU). Estan formades per la barreja de dos components: el poliol i l'isocianat, a més d'un reactiu. El material resultant és lleuger, per la qual cosa moltes vegades se selecciona per a soles de sabata de dona amb plataforma o taló alt.
- Soles de cautxú o hule. Es fabriquen amb hule vulcanitzat, i són pesants i molt resistents a l'abrasió.
- Soles de goma termoplàstica (TR).
- Soles d'eva .
- Soles de cuir.

## Fabricació de la sola
Hi ha diversos processos per fabricar soles: poden ser injectades, vulcanitzades o buidades. En la majoria dels casos, la matèria primera és un granulat que es fon a temperatures entre els 100 °C i 170 °C i que després és estampat en motles fabricats amb alumini, acer o pasta que tenen el disseny de la sola.